# Droga do Rio
Droga do Rio (ang. Road to Rio) – amerykański komediowy film muzyczny z 1947 roku w reżyserii Normana Z. McLeoda, w którym występują Bing Crosby, Bob Hope i Dorothy Lamour.

## Fabuła
Scat (Bing Crosby) oraz Barton (Bob Hope) to dwaj bezrobotni muzycy, którzy przy każdej okazji pakują się w tarapaty. Dostają się na pokład statku płynącego do Rio de Janeiro i próbują odbyć tę podróż na gapę. Ratują pannę Lucię Marię de Andrade (Dorothy Lamour), która chciała popełnić samobójstwo i zaprzyjaźniają się z dziewczyną. Znajomość ta nie podoba się jej ciotce, Catherine Vail (Gale Sondergaard), która zamierza wydać Lucię za mąż za jej brata. Aby do tego doszło hipnotyzuje dziewczynę, co powoduje pojawienie się wielu kłopotów. Pani Vail weszła również w posiadanie tajemniczych „papierów”, których treści, jak mówi Scat pod koniec filmu, świat nie powinien nigdy poznać. Cała historia kończy się dobrze, jednak okazuje się, że Lucie nie kocha Scata, lecz Bartona, ku ogromnemu zaskoczeniu tego pierwszego. Scat, podglądając zakochanych, przekonuje się jednak, że miłość dziewczyny jest wynikiem hipnozy.

## Obsada
- Bing Crosby jako Scat Sweeney
- Bob Hope jako Lips Barton
- Dorothy Lamour jako Lucia Maria de Andrade
- Gale Sondergaard jako Catherine Vail
- Frank Faylen jako Trigger
- Joseph Vitale jako Tony
- George Meeker jako Sherman Mallory
- Frank Puglia jako Rodrigues
- Nestor Paiva jako Cardoso
- Robert Barrat jako Johnson
- Stanley Andrews jako kapitan Harmon
- Harry Woods jako Ship’s Purser
- The Wiere Brothers jako trzej muzycy
- The Andrews Sisters jako one same
- Jerry Colonna jako on sam
- Marquita Rivera prowadzący śpiewak, tancerz
- Tor Johnson jako Sandor